# Umbridae
Los peces del fango son la familia Umbridae de peces de agua dulce, distribuidos por ríos del hemisferios norte, por encima de los 20º de latitud norte. Su nombre procede del latín umbra, que significa sombra, debido al rápido movimiento de este pez pegado al fango del fondo del río, que asemeja una sombra.
La aleta caudal es típicamente redondeada; la línea lateral es muy débil, en algunos casos ausente. Alcanza 33 cm de longitud máxima en el género Dallia.
Algunas especies son usadas en Acuariofilia.

## Géneros y especies
Existen en siete especies en esta familia, agrupadas en los siguientes tres géneros:
- Género Dallia (Bean, 1880):
  - Dallia admirabilis (Chereshnev, 1980)
  - Dallia delicatissima (Smitt, 1881)
  - Dallia pectoralis (Bean, 1880)
- Género Novumbra (Schultz, 1929):
  - Novumbra hubbsi (Schultz, 1929)
- Género Umbra (Kramer, 1777):
  - Umbra krameri (Walbaum, 1792)
  - Umbra limi (Kirtland, 1841)
  - Umbra pygmaea (DeKay, 1842)